# Gösta Rignell
Lars Gösta Rignell, född 6 november 1908 i Villie församling i Malmöhus län, död 10 oktober 1981 i Lövestads församling i Malmöhus län,  var en svensk präst och teolog och lektor.

## Karriär

### Universitetet
Efter studentexamen i Lund 1926 blev Rignell teologie kandidat och prästvigdes 1929. Han blev filosofie kandidat 1933, filosofie licentiat 1938, filosofie doktor 1942, teologie licentiat 1948, teologie doktor 1951, docent i Gamla testamentets exegetik vid Lunds universitet 1950 och i semitiska språk vid Göteborgs universitet från 1958. Rignell var biträdande lärare i religionshistoria i Lund 1948–1951. Han höll föreläsningar i Jerusalem 1953. Rignell var guest associate professor i Springfield, Ohio 1954–1955, och tillförordnad professor i Gamla testamentets exegetik i Lund 1955 och 1961.

### Kyrkan
Rignell var verksam som präst i Lunds stift 1929–1948:
- Pastorsadjunkt i Fjelie 1929–1933
- Pastorsadjunkt i Förslöv 1933–1934
- Vice komminister Sövestad 1934–1935
- Kyrkoadjunkt i Vallkärra 1935–1941
- Kyrkoherde i Hardeberga Södra Sandby 1941-–1948[3]

### Skolan
Samtidigt som han var docent i Göteborg var han lektor vid högre allmänna läroverket för flickor i Göteborg 1958–1963. Han var lektor vid folkskoleseminariet i Kristianstad från 1963 till 1968, och senare vid lärarhögskolan i Kristianstad åtminstone till 1972.

## Personligt
Gösta Rignell var son till Karl Rignell och bror till Karl-Erik Rignell. Rignell var gift sedan 1945 med Hilda Corneliuson, dotter till Elis Corneliuson och  Elsa Stael von Holstein.